# Груздев, Василий Григорьевич
Васи́лий Григо́рьевич Гру́здев (1913, д. Долгуша, Новгородская губерния — 13 декабря 1939) — участник советско-финской войны, командир взвода 91-го танкового полка 20-й тяжёлой танковой бригады 7-й армии Северо-Западного фронта. Лейтенант. Герой Советского Союза (1940).

## Биография
Василий Григорьевич Груздев родился в 1913 году в семье крестьянина. Русский. Работал в колхозе. В 1935 году призван в ряды Красной Армии. Окончил танковое училище.
С первых дней советско-финской войны тяжёлый танк младшего лейтенанта Груздева участвовал в наступлении на Карельском перешейке. Утром 7 декабря 1939 года танковый взвод должен был форсировать реку Ной-Йоки. Однако мост через реку был взорван, перейти её вброд не удалось. По предложению В. Г. Груздева танкисты построили временную переправу: танками свалили деревья, а бойцы навели мост. Взвод вышел на соединение с пехотой.
Через два дня взвод под руководством лейтенанта Чернышёва выдвинулся на штурм населённого пункта Тойвола (ныне входит в Суоярвский район Республики Карелия). Во время поисков брода командир был ранен, и Груздев принял командование на себя. Преодолев реку, танкисты при поддержке пехоты уничтожили позиции врага.
К 12 декабря в составе наших частей экипаж лейтенанта Груздева вышел к реке Лохи-Йоки.

13 декабря 1939 года взвод после форсирования реки Лохи-Йоки получил задачу на разведку Кивиконперя и далее дороги на Кангиспельто.— из наградного листа
Во время разведки Т-28 Груздева был подбит, а механик-водитель Ларченко ранен.

Груздев сел за рычаги управления, но вторым снарядом танк был окончательно выведен из строя. Тов. Груздев приказал открыть огонь из всех пушек и пулемётов, закрыть все люки и петь «Интернационал».— из наградного листа
Увидев, что на помощь идёт пехота, танкисты покинули машину и открыли огонь из пулемётов. Перед танком раздался взрыв, в результате которого погибли В. Г. Груздев, пулемётчики Волк и Лобастев. Командира орудия Луппова, радиста Симоняна и техника Коваля откинуло ударной волной в сторону.
Указом Президиума Верховного Совета от 15 января 1940 года «за образцовое выполнение боевых заданий командования на фронте борьбы с финской белогвардейщиной и проявленные при этом отвагу и геройство» лейтенанту Груздеву Василию Григорьевичу было присвоено звание Героя Советского Союза посмертно.
За подвиг в этом бою звания Героя Советского Союза были удостоены все члены экипажа лейтенанта В. Г. Груздева.

## Награды
- Герой Советского Союза (15 января 1940);
- орден Ленина.

## Память
- 3 августа 1940 года именем В. Г. Груздева была названа одна из улиц Ленинграда[3]. Ранее она называлась Волковской. Улица была упразднена 16 января 1964 года. Сейчас на её месте построены промышленные предприятия[4].
- Имя Героя носит библиотека в посёлке Пола Парфинского района[5].
- 5 мая 2000 года на здании библиотеки установлена мемориальная доска[5].